# 煙台萊山国際空港
煙台萊山国際空港（えんたいらいさんこくさいくうこう）は、中華人民共和国山東省煙台市に位置する国際空港である。

## 概要
煙台市の15km程度 南側にある。中国人民解放軍海軍北海艦隊航空兵第5海軍航空師団第14航空連隊が常駐しており戦闘爆撃機JH-7Aを運用している。2015年5月27日、煙台蓬萊国際空港の開港により、民間便はすべて移転する予定である。

## 沿革
- 1984年10月8日 : 開港する。
- 1987年9月 : 拡張工事を実施する。
- 1988年7月 : 拡張工事が完了し、長さ2,600m、幅60mの滑走路となる。MD-82やボーイング737が離着陸可能になる。
- 1992年8月 : 国務院が国際貨物便就航を認可する。
- 1994年6月 : 国際線待合室の建設が始まる。国務院が国際旅客便就航を認可する。
- 1994年10月 : 国際線待合室が国の検査に合格する。
- 1995年6月4日 : 初めての国際便として煙台-ソウル/金浦間に臨時チャーター便が就航する。
- 1995年12月24日 : 瀋陽-煙台-マカオ線が就航する。
- 1996年1月22日 : 煙台-ソウル/金浦間に定期チャーター便が就航する。
- 1996年10月2日 : 煙台-香港線の直行便が就航する。
- 1997年4月 : 国際線ターミナルが完成する。
- 1997年5月 : 国際線ターミナルの運用を開始する。
- 1997年12月26日 : 煙台-ソウル/金浦間に貨物チャーター便が就航する。
- 2000年3月 : 初めてボーイング767-300が飛来する。
- 2001年5月22日 : 煙台-ソウル/仁川間に貨物チャーター便が就航する。
- 2001年6月6日 : 煙台-釜山線国際チャーター便が就航する。
- 2002年5月8日 : 煙台-大邱線が就航する。
- 2003年11月9日 : 煙台-大阪/関西線が就航する。
- 2003年11月 : 空港管理が煙台市に移管される。
- 2004年年末 : 煙台市の直属企業である煙台国際機場集団有限公司が設立される。
- 2004年12月30日 : 空港利用者が100万人の大台を突破する。
- 2005年5月17日 : 初めての国際貨物定期便である煙台-ソウル/仁川線が就航する。
- 2007年6月17日 : 煙台-釜山線が就航する。（中国東方航空・エアバスA320）
- 2015年5月28日、煙台蓬萊国際空港の開港により、民間便はすべて移転した。